# Los minutos negros
Los minutos negros es una película de suspenso policial mexicana de 2021 dirigida por Mario Muñoz, basada en la novela de Martín Solares, y adaptada por Muñoz y Solares. Es protagonizada por Leonardo Ortizgris, Kristyan Ferrer y Sofía Espinoza.

## Sinopsis
Vicente Rangel, un músico convertido en detective, se embarca en un caso policial para atrapar a un asesino de niñas en un corrupto pueblo petrolero del Golfo de México.

## Elenco
Los actores que participan en esta película son:
- Leonardo Ortizgris como Vicente Rangel
- Kristyan Ferrer como "El Macetón"
- Enrique Arreola como Romero
- Sofía Espinosa como "La Chilanga"
- Carlos Aragón como Travolta
- Mauricio Isaac como Agente Calatrava
- Waldo Facco como El Chacal
- Pedro Hernández como Chuy
- Héctor Holten como Lucilo Rivas
- Héctor Kotsifakis como Prieto
- Tiaré Scanda como Lolita
- José Sefami como Comandante García
- Paloma Woolrich como Dra. Ridaura

## Lanzamiento
La película tuvo su estreno internacional el 28 de octubre de 2021, en el 19° Festival Internacional de Cine de Morelia, para luego estrenarse 3 días después en el Mórbido Film Fest 2021. Se estrenó el 25 de enero de 2023 en Vix+.

## Recepción

### Recepción de la crítica
Ángel Horta, de Revista Purgante, destacó la calidad de las actuaciones de todo el elenco, las tomas y fotografía, la puntualidad del diseño de producción para desarrollar la historia en el México de los años 70, y calificó la banda sonora como algo repetitiva. Álvaro Cueva, de Milenio, elogió las actuaciones del elenco, destacando la actuación de Kristyan Ferrer, y resaltó el guion y cómo refleja la realidad mexicana.

### Premios y nominaciones
| Año  | Premio                               | Categoría                    | Candidato                    | Resultado | Ref           |
| ---- | ------------------------------------ | ---------------------------- | ---------------------------- | --------- | ------------- |
| 2022 | Festival de Cine Latino de San Diego | Mejor largometraje narrativo | Mario Muñoz                  | Ganador   | [ 13 ] [ 14 ] |
| 2022 | Premio Ariel                         | Mejor actor                  | Leonardo Ortizgris           | Nominado  | [ 15 ]        |
| 2022 | Premio Ariel                         | Mejor actor de reparto       | Kristyan Ferrer              | Ganador   | [ 16 ]        |
| 2022 | Premio Ariel                         | Mejor guion adaptado         | Mario Muñoz & Martín Solares | Nominado  | [ 15 ]        |
| 2022 | Premio Ariel                         | Mejor fotografía             | Federico Barbabosa           | Nominado  | [ 15 ]        |
| 2022 | Premio Ariel                         | Mejor dirección de arte      | Ivonne Fuentes               | Ganador   | [ 16 ]        |
| 2022 | Premio Ariel                         | Mejor diseño de vestuario    | Abril Álamo                  | Ganador   | [ 16 ]        |
| 2022 | Premio Ariel                         | Mejor maquillaje             | Roberto Ortiz                | Nominado  | [ 15 ]        |
| 2022 | Premio Ariel                         | Mejores efectos visuales     | Luis Montemayor              | Nominado  | [ 15 ]        |